# Máirtín O'Connor

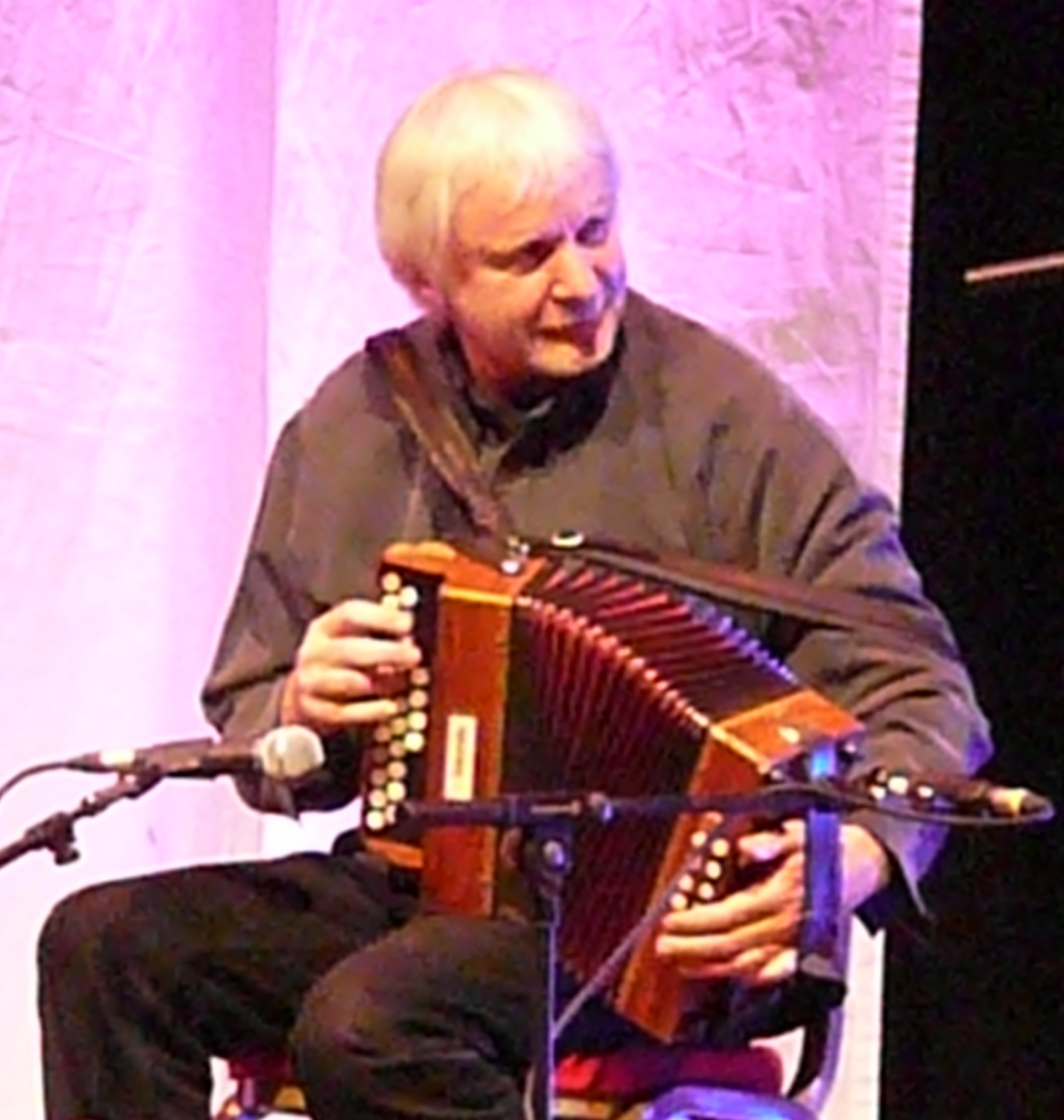
Máirtín O'Connor in 2012

Máirtín O'Connor is een Ierse traditionele button-accordeonist (ook trekzak genoemd). De uit County Galway afkomstige Máirtin begon al op negenjarige leeftijd zijn instrument te bespelen. Hij werkte voor groepen zoals Midnight Well, De Dannan, The  Boys of the Lough en Skylark. Als solist trad hij op met het RTE Concert Orchestra in Bill Whelan's Seville Suite en in 1995 speelde hij een belangrijke rol in Bills wereldbekende Riverdance. 

## Discografie
- Ballroom, met  De Dannan  1987
- Connachtsman's Rambles
- Perpetual Motion  1990
- Eastwind, met Davy Spillane 1992
- Chatterbox  1993
- Rain of Night
- The Road West  2001